# 拉巴特伊纳尔
拉巴特伊纳尔（法語：Labarthe-Inard，法語發音：[labaʁt inaʁ]）是法国上加龙省的一个市镇，属于圣戈当区。

## 地理
拉巴特伊纳尔（43°6'30"N, 0°50'17"E）面积9.97 平方千米，位于法国奧克西塔尼大區上加龙省，该省份为法国西南部内陆省份，西南端与西班牙接壤，自此顺时针与上比利牛斯省、热尔省、塔恩-加龙省、塔恩省、奥德省和阿列日省接壤。
与拉巴特伊纳尔接壤的市镇（或旧市镇、城区）包括：博沙洛、埃斯唐卡尔邦、蒙泰斯庞、潘蒂斯伊纳尔、圣梅达尔、萨瓦尔泰斯。

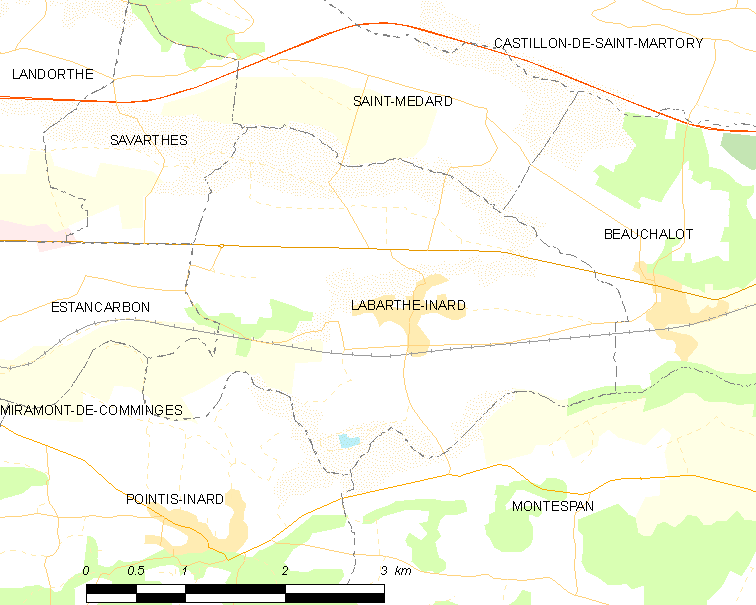
拉巴特伊纳尔的OSM定位图

拉巴特伊纳尔的时区为UTC+01:00、UTC+02:00（夏令时）。

## 行政
拉巴特伊纳尔的邮政编码为31800，INSEE市镇编码为31246。

## 政治
拉巴特伊纳尔所属的省级选区为圣戈当县。

## 人口

1962-2008年间拉巴特伊纳尔人口变化图示

拉巴特伊纳尔于2022年1月1日时的人口数量为872人。